# Praeanthropus
Praeanthropus es un género extinto de mamíferos homínidos.
Inicialmente, Praeanthropus fue el nombre científico acuñado con el fin de situar la recién descubierta especie Praeanthropus garhi y posteriormente la Praeanthropus afarensis, que luego han demostrado ser dos ejemplares de la misma especie Australopithecus afarensis: Después, el nombre fue tomado por algunos estudiosos para indicar especies basales de los homínidos que se emparentan con los australopitecos. El nombre del género deriva del prefijo latino prae- ("antes") con la palabra griega ἄνθρωπος  (anthrōpos, "hombre"), por lo que la traducción del término Praeanthropus viene a ser "anterior al hombre", en referencia al hecho de que todas las especies adscritas a este género vivieron antes de la aparición del género Homo.
Las especies adscritas a este género son:
- Praeanthropus anamensis
- Praeanthropus africanus
- Praeanthropus bahrelghazali
- Praeanthropus tugenensis

Mientras que las tres primeras son considerados como pertenecientes al género Australopithecus, la cuarta se considera que pertenece al género Orrorin, viviendo mucho antes que las anteriores (alrededor de 6 millones de años).